# Sân vận động Sheikh Mohamed Laghdaf
Sân vận động Sheikh Mohamed Laghdaf (tiếng Ả Rập: ملعب الشيخ محمد لغضف; tiếng Pháp: Stade Sheikh Mohamed Laghdaf) là một sân vận động đa năng nằm ở Laayoune, Tây Sahara. Sân được sử dụng chủ yếu cho các trận đấu bóng đá. Sân vận động có sức chứa tối đa là 15.000 người. Đây là sân nhà của câu lạc bộ bóng đá JS Massira của Laayoune.